# Vịt Labrador
Vịt Labrador, tên khoa học Camptorhynchus labradorius, là một loài chim trong họ Vịt.